# Classique des Alpes
Die Classique des Alpes ist ein französisches Straßenradrennen für Junioren.
Das Eintagesrennen wurde als Eliterennen erstmals im Jahr 1991 und letztmals 2004 ausgetragen. Das Rennen hatte seinen Termin für gewöhnlich Anfang Juni und fand in der Chartreuse sowie in den Bauges zwischen den Städten Chambéry und Aix-les-Bains statt. Die Classique des Alpes war außerdem von 1992 bis 2004 ein Teil des Coupe de France, einer Rennserie von französischen Eintagesrennen. Rekordsieger ist Laurent Jalabert, der das Rennen zweimal für sich entscheiden konnte.
Mit der Schaffung der UCI ProTour und den UCI Continental Circuits im Jahre 2005 war wegen terminlicher Überschneidung mit anderen Rennen, insbesondere mit Vorbereitungsrennen für die Tour de France, kein Platz mehr im Radsportkalender für die Veranstaltung, die wie die Tour de France von der Amaury Sport Organisation organisiert wurde.
Parallel zum Rennen der Elite wurde ab 2001 ein Rennen für Junioren ausgetragen, das auch nach dem Ende für das Eliterennen weiterhin stattfindet.

## Sieger
- 2004  Óscar Pereiro
- 2003  Francisco Mancebo
- 2002  Santiago Botero
- 2001  Iban Mayo
- 2000  José María Jiménez
- 1999  Unai Osa
- 1998  Laurent Jalabert
- 1997  Laurent Roux
- 1996  Laurent Jalabert
- 1995  Ramón González
- 1994  Oliverio Rincón
- 1993  Eddy Bouwmans
- 1992  Gilles Delion
- 1991  Charly Mottet

## Siegerliste Junioren
- 2025  Anatol Friedel
- 2024  Paul Seixas
- 2023  Jarno Widar
- 2022  Max van der Meulen
- 2021  Cian Uijtdebroeks
- 2020 nicht ausgetragen
- 2019  Valentin Paret-Peintre
- 2018  Eliott Pierre
- 2017  Maxim Van Gils
- 2016  Nicolas Malle
- 2015  Sofiane Merignat
- 2014  Rémy Rochas
- 2013  Aurélien Paret-Peintre
- 2012  Dorian Lebrat
- 2011  Pierre-Roger Latour
- 2010  Alexis Dulin
- 2009  Tim Wellens
- 2008  Johan Le Bon
- 2007  Fabien Taillefer
- 2006  Jan Ghyselinck
- 2005  Aleksandr Pliuşkin
- 2004  Pieter Jacobs
- 2003  Julien Loubet
- 2001  Marc de Maar